# Justicia y Verdad (Rumania)
Justicia y verdad, en rumano Dreptate şi Adevăr (DA) es una alianza política rumana compuesta por dos partidos políticos; el Democrático y el Nacional Liberal. Las siglas de la alianza, DA, significan en rumano Sí.
La coalición fue formalmente creada en septiembre de 2003 a iniciativa del presisten del PNL, Valeriu Stoica, pero es la culminación de la colaboración iniciada entre los dos partidos desde 2002. En las elecciones legislativas de 2004, DA consiguió 112 diputados y 49 senadores. Además, un miembro del Partido Demócrata, Traian Băsescu, alcanzó la presidencia del país en la elección presidencial del mismo año.
Aunque DA obtuvo peores resultados que el Partido Socialdemócrata de Rumania, Călin Popescu-Tăriceanu (del PNL) se convirtió en primer ministro del país con los votos de la Unión Democrática de Húngaros en Rumania y las minorías nacionales.
- Datos: Q664647